# Letting Go (Dutty Love)
Letting Go (Dutty Love) è un singolo del cantante statunitense Sean Kingston, pubblicato nel 2010 e realizzato con la partecipazione della rapper trinidadiana Nicki Minaj.
Nel brano è presente un sample tratto dalla canzone Te amo di Rihanna.

## Video musicale
Il video è stato diretto da Lil X e girato in Giamaica.

## Tracce
1. Letting Go (Dutty Love) (featuring Nicki Minaj) – 3:51